# George Villiers (político inglés)

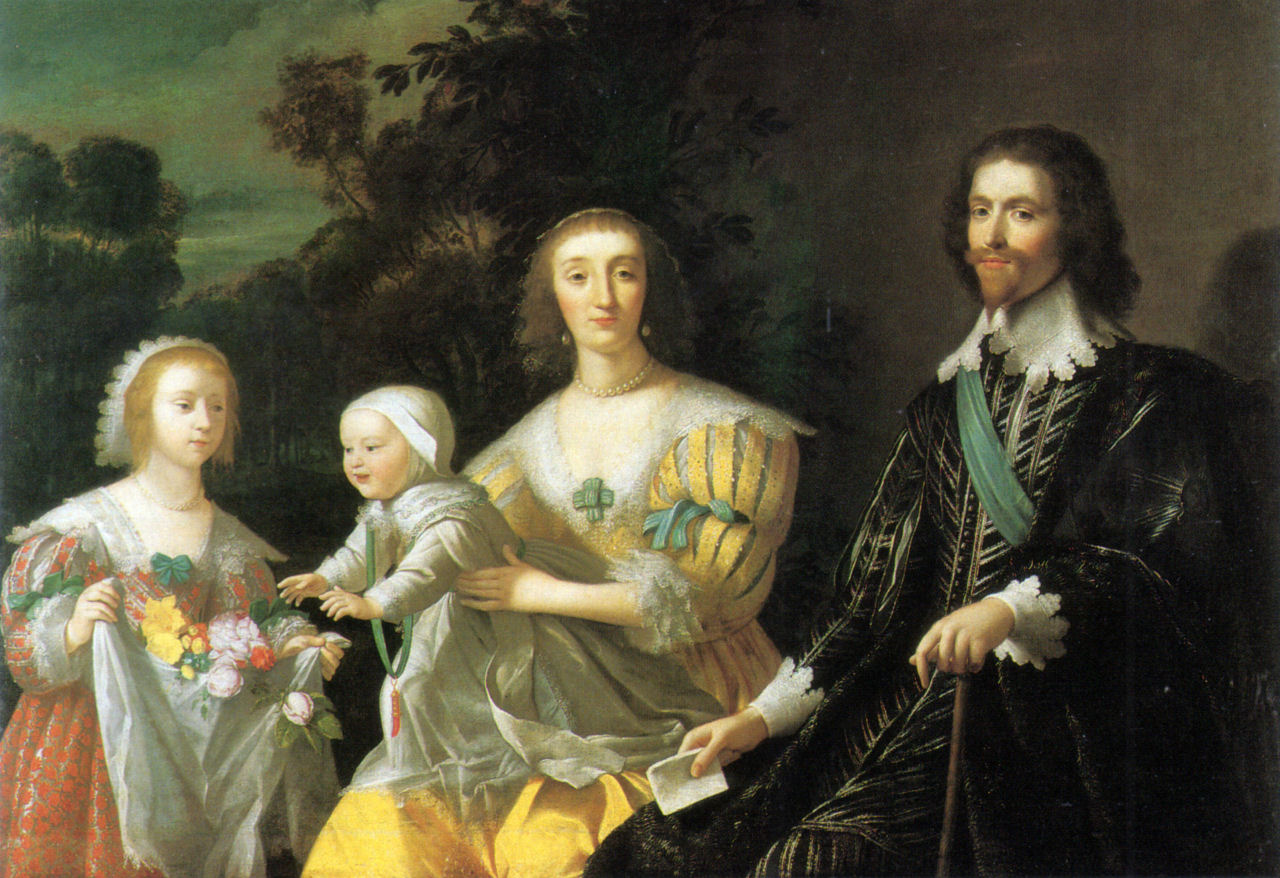
Retrato del duque de Buckingham y su familia, copia de un original de Gerrit van Honthorst (Montacute House, Reino Unido).

George Villiers, I duque de Buckingham (Leicestershire, 28 de agosto de 1592-Portsmouth, 23 de agosto de 1628). Favorito del rey Jacobo I de Inglaterra y de su hijo Carlos I.

## Primeros años
Nació en Brooksby, Leicestershire, Inglaterra, el 28 de agosto de 1592; su padre Sir George Villiers (1550-1604) pertenecía a la baja nobleza. Su madre, Mary (1570-1632), enviudó pronto y lo educó para la vida en la corte, enviándolo a Francia. Allí aprendió modales, danza y francés; ya a temprana edad destacó por su belleza y espléndida forma física, y en 1614 fue astutamente enviado ante el rey de Inglaterra, quien supuestamente era homosexual, con la esperanza de que este reparase en él. Un testimonio de la época le describió como «el cuerpo mejor formado de Inglaterra».

## Vida en la corte
El rey Jacobo I se encaprichó de él y llegó a declarar públicamente: «Si Cristo tuvo a su Juan, yo tengo a George». El sentimiento del rey fue correspondido por Villiers, como atestiguan las cartas de amor que le escribió; en una de ellas se lee: «Amo tu persona, y amo todas tus partes». Villiers se ganó el apoyo de todos aquellos que se oponían al antiguo favorito, Robert Carr, I duque de Somerset.
Con el favor del rey alcanzó en menos de dos años las mayores dignidades: Villiers fue nombrado caballero de Cámara en 1615, barón Whaddon y vizconde Villiers en 1616, conde de Buckingham en 1617, marqués de Buckingham en 1618 y finalmente duque de Coventry y duque de Buckingham en 1623, en la segunda formulación de dicho título. Llegó a ser primer ministro y la persona más importante en la corte fuera de la familia real.
Según los historiadores, su atractivo irresistible le llevó a una actitud arrogante e impulsiva, al tener plena confianza en sus encantos. Pero no estaba preparado para sus cometidos políticos.
Buckingham se enriquecía cada vez más gracias a los monopolios reales y a la debilidad y connivencia del canciller Francis Bacon, creando nuevos impuestos, vendiendo privilegios. El parlamento inglés comenzó una investigación contra él en 1621, pero gracias a sus influencias no prosperó.

## Matrimonio
De acuerdo a los deseos del rey, George Villiers se casó con la hija del VI duque de Rutland, lady Katherine Manners, el 16 de mayo de 1620. Tanto ella como su padre habían planteado objeciones a la boda, pero tuvieron que acceder después de que ella pernoctó una noche «bajo el mismo techo» que el favorito. Aunque seguramente no ocurrió nada comprometedor, lady Katherine se convenció de que lo más prudente era casarse con él. Del matrimonio subsiste un curioso retrato de Van Dyck, donde aparecen caracterizados como Venus y Adonis.
Con ella tuvo cuatro hijos:
- Mary Villiers  (1622-noviembre de 1685).
- Charles Villiers, marqués de Buckingham (17 de noviembre de 1625-16 de marzo de 1627).
- George Villiers, II duque de Buckingham (10 de enero de 1628 -16 de abril de 1687).
- Lord Francis Villiers (1629-1648), muerto en la Guerra Civil Inglesa.

## Política exterior
En 1623 Villiers acompañó a Carlos, príncipe de Gales, a España para negociar el matrimonio entre este y la Infanta María Ana, hija menor de Felipe III. Este viaje le permitió estrechar su relación de confianza con el futuro rey Carlos I. En Madrid el rey Felipe IV los obsequió con numerosos ejemplares de caballos de raza española, lo que más adelante contribuyó a que en Inglaterra surgiesen los purasangre.
Las negociaciones venían de largo, pero se cree que Villiers fue el causante del fracaso de las mismas. Se cuenta que el príncipe Carlos se encaprichó sinceramente de la Infanta, pero se extralimitó según la recatada corte madrileña al trepar por una tapia para verla; la Infanta huyó despavorida. 
El embajador español pidió que el parlamento ejecutara a Villiers por su comportamiento en Madrid, pero Buckingham ganó renombre pidiendo la guerra contra España a su vuelta. 
Fue luego enviado en 1624 a Francia, junto al conde de Holanda, para solicitar la mano de la princesa Enriqueta María de Francia, hija de Enrique IV, para el rey de Inglaterra. La religión católica de la novia provocaría rechazo entre los ingleses. Durante la misión diplomática en Francia Villiers cortejó a la reina Ana de Austria, lo que le valió la expulsión y la animadversión de Luis XIII y Richelieu. Elocuente ejemplo del carácter vanidoso del duque es que al presentarse en la corte francesa, vistió un traje de terciopelo cuajado de perlas, las cuales caían al suelo mientras él caminaba para hacer su reverencia a la reina.
Acudió en auxilio de los protestantes rebeldes durante la Guerra anglo-francesa (1627-1629), asedió Saint-Martin-de-Ré en 1627 contra el conde de Toiras. Sus asaltos a La Rochelle y la isla de Re fracasaron y le hicieron perder más de 4.000 hombres de un total de 7.000. 
Sin embargo, su suerte mejoró cuando el príncipe de Gales fue coronado como Carlos I de Inglaterra. Aunque este rey no era homosexual como su padre, también sintió una fascinación por él y le mantuvo en sus cargos.
Buckingham organizó una expedición contra España con la intención de apoderarse de la flota del tesoro. Una flota anglo-holandesa bajo el mando de Edward Cecil atacó la ciudad española de Cádiz. La expedición fracasó por lo mal equipadas y preparadas que estaban las tropas inglesas, pudiendo los españoles resistir el ataque. 
Buckingham entonces negoció con el regente francés, cardenal Richelieu, para que las naves inglesas ayudasen a Richelieu en su lucha contra los protestantes franceses (Hugonotes), a cambio de ayuda francesa contra España, que ocupaba el Palatinado. La ayuda nunca se materializó, y el parlamento inglés se escandalizó ante la idea de protestantes ingleses luchando contra los protestantes franceses.
Creyendo que su fracaso era una traición de Richelieu, organizó una conspiración contra él que incluía a los enemigos del cardenal, entre ellos los hugonotes.

## Guerra con Austria, Francia y España
Cuando el parlamento procuró acusarlo por el fracaso de la expedición de Cádiz, Buckingham declaró la guerra a Francia, poniendo a Inglaterra en guerra con los borbones de Francia y los Habsburgo de España y Austria, las dos dinastías más importantes de Europa.
La popularidad de Villiers cayó al ser culpado del fracaso de los protestantes en la batalla de Dessau al mando de Ernesto de Mansfeld para recuperar el Palatinado (1626).

## Muerte
Mientras preparaba una segunda expedición en Portsmouth, el 23 de agosto de 1628, John Felton, un oficial del ejército asesinó a Villiers apuñalándolo en una taberna (Greyhound Pub), de esa ciudad. Felton fue ahorcado en noviembre, y Villiers fue enterrado en la Abadía de Westminster, siendo la primera persona no perteneciente a la familia real en ser enterrada en Westminster. Su tumba se encuentra cerca de la del rey Jacobo I. 
El Duque de Buckingham fue una figura histórica muy controvertida. El escritor francés Alexandre Dumas lo describe en términos paradójicamente positivos en Los tres mosqueteros (no obstante, al novelar su asesinato haciendo intervenir en él a su malvada ficticia Milady de Winter, reconoce la execración universal que los ingleses sentían hacia él, indicando que era tachado de corrupto y disoluto). 
En cambio, el escritor e historiador inglés Charles Dickens no disfraza un rechazo total hacia el duque en su libro A Child’s History of England. Según Dickens, cuando el rey inglés Carlos I encargó al duque de Buckingham («ese insolente nouveau-riche») escoltar a la novia real, la princesa Enriqueta María de París a Inglaterra, Buckingham «con su habitual audacia» sedujo a la reina de Francia, la española Ana de Austria, lo que causó un conflicto diplomático extremamente grave que el cardenal Richelieu, ministro del rey de Francia Luis XIII, aprovechó. Más tarde, «ese pestilente Buckingham, para gratificar su vanidad herida», arrastró a Inglaterra a una guerra con Francia y España. Corona Dickens el episodio con el comentario «Por tan mezquinas causas y tan mezquinas criaturas se hacen a veces las guerras», y lejos de lamentar el asesinato de Buckingham, Dickens remata que «estaba destinado a no hacer mucho más mal en este mundo».